# Кабазийская культура
Кабази́йская культу́ра — археологическая культура среднего палеолита, локализованная в Крыму.

## Общие сведения
Кабазийская культура является культурно-технологическим комплексом среднего палеолита. Хронологически соответствует временному промежутку между 50 и 30 тыс. л. н. Геологически приходится на поздний плейстоцен. Происхождение стоянок этой культуры научное сообщество связывает с появлением в Крыму населения южной части Европы, мигрировавшего от последнего оледенения.
Названа по ближайшему населённому пункту к месту обнаружения первой стоянки этой культуры, села Кабази (Малиновка) в Бахчисарайском районе Крыма. Первооткрывателем стал в 1880 году студент-зоолог Санкт-Петербургского университета К. С. Мережковский.

## Локализация
Известные на сегодня стоянки кабазийской культуры расположенные как под открытым небом, так и в пещерах преимущественно относятся к юго-западной части Крыма. В частности, располагаются вблизи от Шайтан-Коба, Кабази, Чокурча.

## Обнаруженные артефакты
Среди найденных каменных изделий кабазийской культуры преобладают односторонние скребла на сколах. Орудия из кости единичны. Из остатков дичи доминируют кости дикого осла, лошади, бизона, сайги.